# Estnischer Bund der Freiheitskämpfer

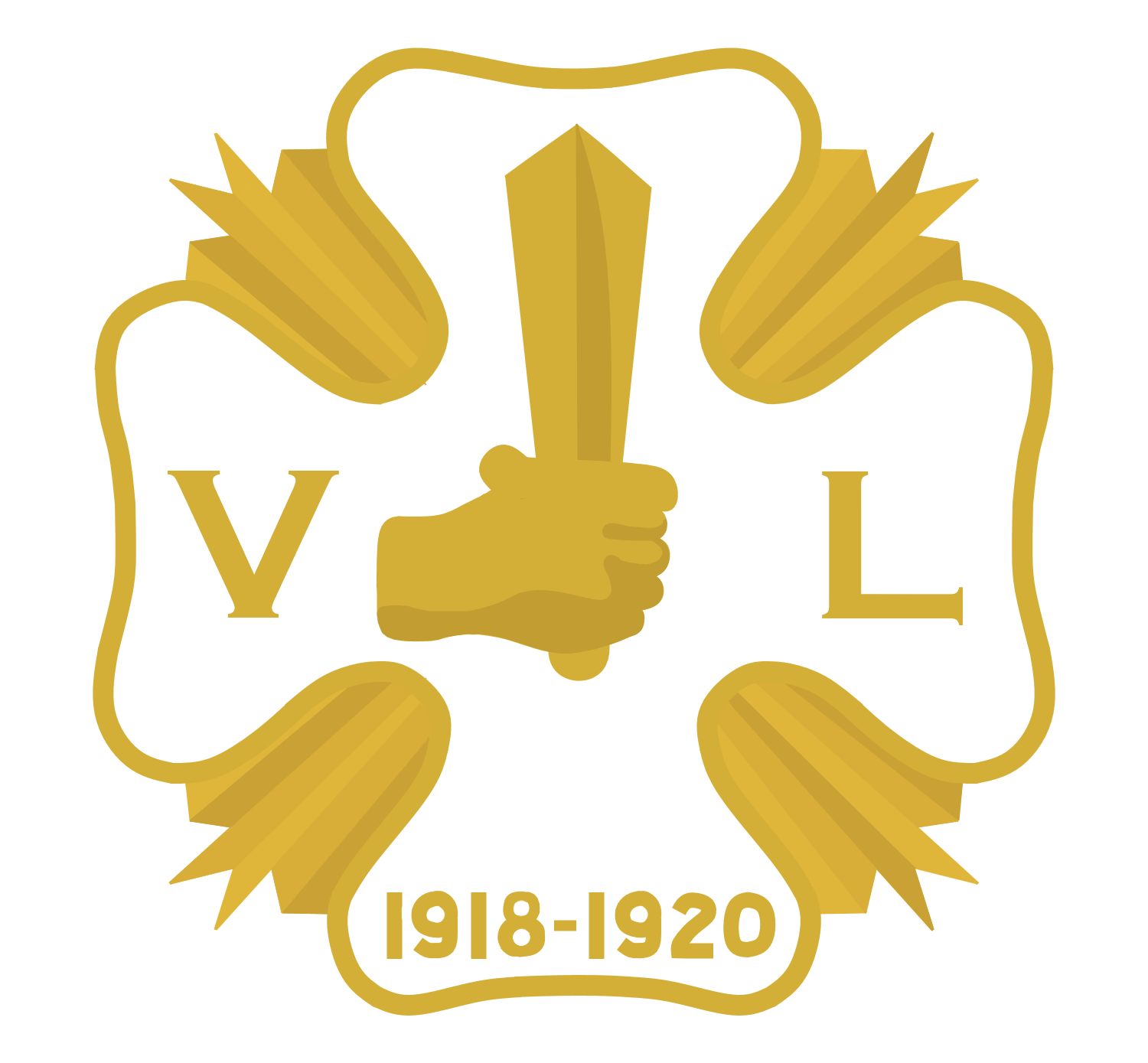
Logo

Der Estnische Bund der Freiheitskämpfer (estnisch Eesti Vabadussõjalaste Liit – EVL; bis 1933 Zentralverband der estnischen Freiheitskämpfer – EVKL) war eine antikommunistische außerparlamentarische Bewegung im Estland der Zwischenkriegszeit.
Der Bund war von 1929 bis Mitte der 1930er Jahre aktiv. Er wandte sich gegen den Parlamentarismus und trat für einen Führerstaat ein. Die charismatischsten Persönlichkeiten waren ihr Vorsitzender General a. D. Andres Larka und der ideologische Vordenker und Hauptredner Artur Sirk. Die Mitglieder des Bundes wurden im Volksmund Vapsid bzw. Vabsid genannt.

## Vorgeschichte
Die Republik Estland erklärte am 24. Februar 1918 ihre Unabhängigkeit von Russland. Im folgenden Estnischen Freiheitskrieg (1918–1920) konnte sie ihre Unabhängigkeit und den demokratischen Rechtsstaat gegen Sowjetrussland und die Bolschewiki erfolgreich militärisch verteidigen.
Kurz nach Ende des Freiheitskriegs gründete sich 1921 der „Verband der demobilisierten Soldaten Estlands“ (Eesti Demobiliseeritud Sõjaväelaste Liit). Er war eine weitgehend unpolitische Interessenorganisation, die sich um die wirtschaftlichen und politischen Belange der Kriegsveteranen kümmerte und Kriegsmemoiren aufzeichnete. Daneben sollte der patriotische „Geist des Freiheitskrieges“ an die estnische Jugend weitergegeben werden. Mitte der 1920er Jahre löste sich der Gesamtverband auf, agierte aber auf lokaler Ebene weiter.

## Zentralverband der Estnischen Freiheitskämpfer (EVKL)

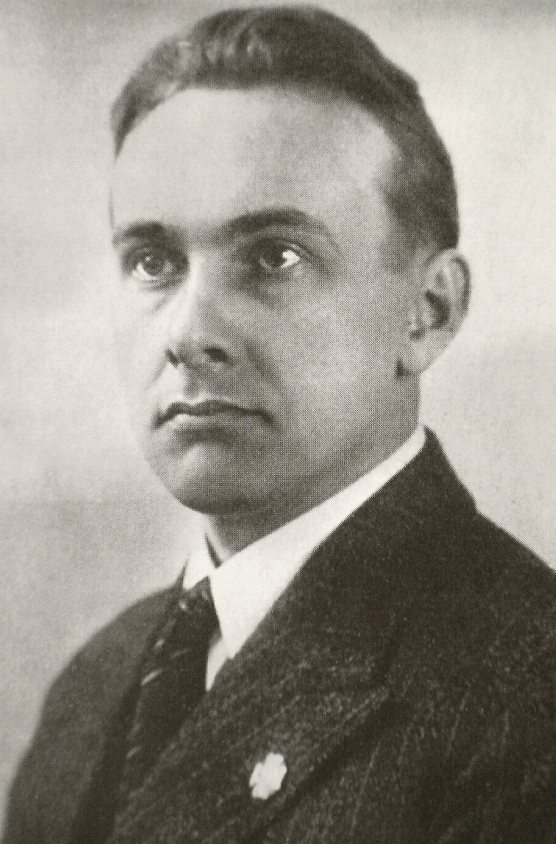
Artur Sirk. Aufnahme von 1933

Auf der Grundlage der Ortsvereine der Veteranen von Tallinn, Haapsalu und Tapa wurde am 2. Juni 1929 der „Zentralverband der Estnischen Freiheitskämpfer“ (Eesti Vabadussõjalaste Keskliit – EVKL) aus der Taufe gehoben. Einer der Hauptaktivisten war der junge Tallinner Rechtsanwalt Artur Sirk (1900–1937), der als Jugendlicher am Freiheitskrieg teilgenommen hatte. Sirk stieg durch seine rhetorischen Fähigkeiten schnell zur unumstrittenen Führungsfigur des EVKL auf.

## I. Kongress (1930)

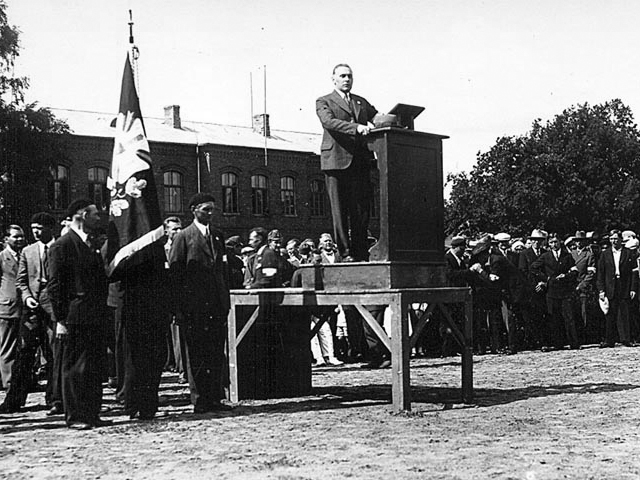
Artur Sirk spricht in Pärnu zu Anhängern

Der Verband war zwar politisch rechtsgerichtet, blieb anfangs aber ohne klare politische Konturen. Sein Ziel war vor allem die Interessenvertretung der Kriegsveteranen und eine nationale Erziehungsarbeit gegenüber der Jugend, die auf „Pflichtgefühl“ und „nationaler Verantwortung“ aufbauen sollte. Den Marxismus oder sozialistische Ideen lehnte der EVKL strikt ab.
Auf dem I. Kongress des EVKL am 26. Januar 1930 in Tallinn wurden neben Sirk populäre Helden des Freiheitskrieges wie die (pensionierten) Generäle Andres Larka (1879–1942) und Ernst Põdder (1879–1932) als Vorstandsmitglieder gewählt.

## II. Kongress (1931)

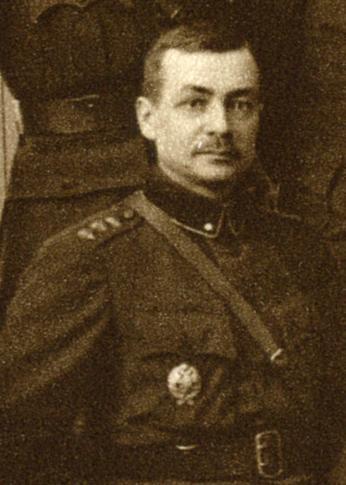
Andres Larka (1920)

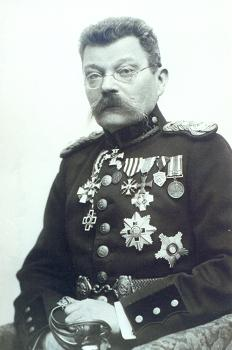
Ernst Põdder (vor 1932)

Auf dem II. Kongress des EVKL am 22. März 1931 in Tallinn traten wirtschaftliche und politische Fragen in den Vordergrund. Vor allem die Folgen der Weltwirtschaftskrise, die Estland hart getroffen hatte, sowie die Zersplitterung des estnischen Parteiensystems mit instabilen und häufig wechselnden Regierungen wurden von den Rednern kritisiert. Die Krise des estnischen Parlamentarismus und Maßnahmen zu ihrer Überwindung wurden zu einem Hauptthema.

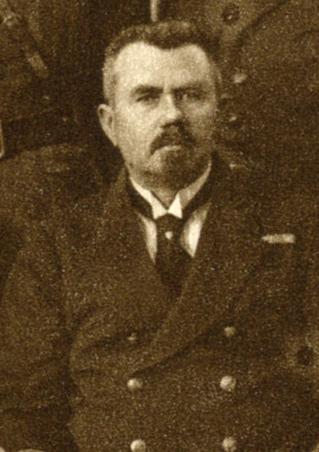
Johan Pitka

Der EVKL politisierte sich rasch am rechten, außerparlamentarischen Rand. Starken Einfluss auf den Verband gewannen neben Sirk und Larka auch der Oberst Aleksander Seiman (1886–1941) und der deutschbaltische Baron Peter Eugen Arthur von Buxhoeveden (1882–1964). Hinzu kam der rechtsgerichtete ehemalige Innenminister Theodor Rõuk, der lange Zeit Sirks Mentor gewesen war. Rõuk befürwortete eine Änderung der estnischen Verfassung weg von einem parlamentarischen hin zu einem präsidentiellen Regierungssystem. Der Ruf nach einem „starken Mann im Staat“ anstellte zerstrittener und angeblich korrupter politischer Parteien wurde innerhalb des EVKL immer lauter.
Zur Führungsriege gehörte kurzzeitig der eigensinnige aber populäre Admiral Johan Pitka (1872–1944), der Mitte der 20er Jahre in seiner kurzlebigen National-Freisinnigen Partei (Rahvuslik-Vabameelne Partei) Schiffbruch erlitten hatte. Er wurde 1931 zum stellvertretenden Vorsitzenden des EVKL gewählt wurde. Ein Jahr später trat er nach heftigen Streitigkeiten mit Larka und Sirk wieder aus der Bewegung aus.

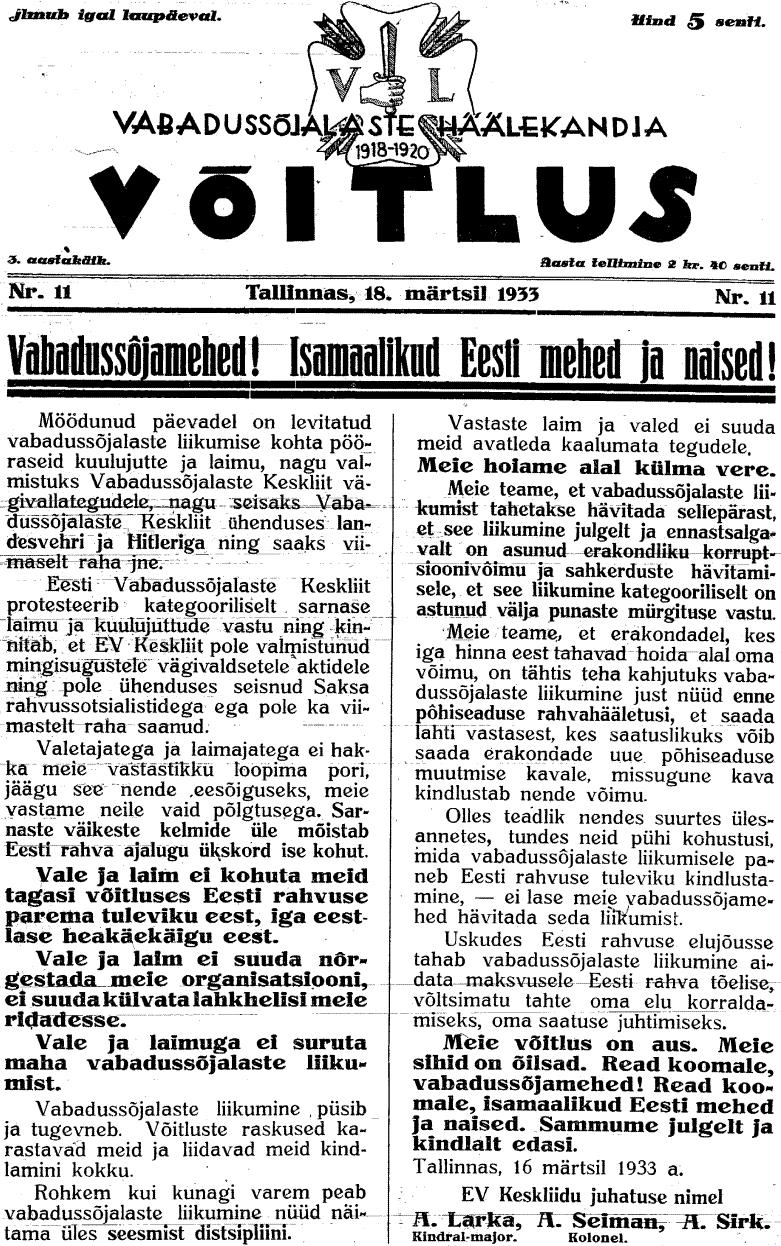
Võitlus („Der Kampf“), das Zentralorgan der EVKL

Võitlus („Der Kampf“), das offizielle Presseorgan der EVKL, verschärfte nun den innenpolitischen Ton gegen die estnischen Parteien und die parlamentarische Demokratie. Der EVKL fand als außerparlamentarische Opposition immer mehr ideelle Unterstützer, die des Parteienzwists und der Defizite des Parlamentarismus überdrüssig waren. Vor allem Angehörige der unteren Mittelschicht in den Städten schloss sich immer mehr den Ideen des EVKL an. Daneben betrieb der Verband erfolgreiche Lobbyarbeit in einflussreichen Wirtschafts- und Gesellschaftskreisen gegen das bestehende politische System.

## III. Kongress (1932)
Der III. Kongress der EVKL am 20. März 1932 in Tallinn brachte eine weitere politische Radikalisierung mit sich. Der EVKL öffnete sich nunmehr auch männlichen und weiblichen Mitgliedern, die nicht am Estnischen Freiheitskrieg teilgenommen hatten. Er wurde so zu einem außerparlamentarischen Auffangbecken für zahlreiche Unzufriedene des politischen Systems, vor allem Verlierer der Weltwirtschaftskrise und Enttäuschte der demokratischen Entwicklung seit 1920.
Insbesondere neue, jüngere Mitglieder trugen zu einer Radikalisierung der Positionen bei, die Sirk geschickt aufgriff. Hinzu kam die Weisung der estnischen Regierung, dass aktive Militärs sich aus den Führungspositionen der EVKL und seiner lokalen Organisationen zurückziehen müssen; so wurden moderatere Stimmen aus estnischen Militärkreisen beiseite gedrängt.
1932 verstärkte der EVKL seine Öffentlichkeitsarbeit und Agitation. Er organisierte dutzende Demonstrationen und öffentliche Zusammenkünfte. Als populär erwiesen sich die überall im Land organisierten „Tage der Freiheitskämpfer“, bei denen unter einem vorgeblich unpolitischen Mantel einer „patriotischen Erinnerungskultur“ die Botschaften der EVKL verbreitet wurden. Mit Orchestermusik und Paraden konnte der EVKL hohe Aufmerksamkeit erzielen.
Bei einer der größten Veranstaltungen am 17. Juli 1932 in der Stadt Tapa mit über 3.000 Teilnehmern kam es zu gewaltsamen Ausschreitungen zwischen dem Ordnungsdienst der Freiheitskämpfer und sozialistischen „Schutztruppen“. Auch die anderen estnischen Parteien gründeten jetzt gewaltbereite Ordnertruppen. In der Presse wurden Befürchtungen laut, in Estland könnten nach dem Vorbild der Weimarer Republik Straßenkämpfe zwischen verschiedenen Schutzcorps drohen.

## Programmatik

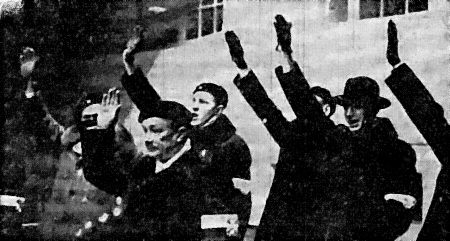
Vapsid mit „Römischem Gruß“

Die Sehnsucht nach einem „starken Mann im Staat“ und dem Führerprinzip in der Zeit der Weltwirtschaftskrise ließ den EVKL 1932/33 zu einer Massenbewegung werden. Besonders in den Städten und unter der jungen Generation fand die EVKL immer mehr Anhänger. Vorbild waren unter anderem die Lapua-Bewegung in Finnland.
Eine feste ideologische Basis fehlte dem EVKL, der sich als „Anti-Partei“ und Volksbewegung verstand. Er zeigte aber starke faschistoide Tendenzen. Mit seiner Generalkritik am bestehenden politischen System, der zersplitterten Parteienlandschaft sowie Anprangerung angeblicher Korruption und Vetternwirtschaft der demokratischen Parteien und dem ständigen „Kuhhandel“ in der Politik fand er die richtigen politischen Schlagworte für zahlreiche Enttäuschte der estnischen Demokratie.
Der EVKL war stramm gegen linke Gruppen orientiert und forderte ein Verbot der sozialistischen Parteien und Organisationen. Er stellte generell das Grundprinzip des Parlamentarismus der Zwischenkriegszeit in Frage. Ihr schwebte ein Modell des Ständestaats vor, bei dem – im Gegensatz zu politischen Parteien – festgelegten Berufs- und Interessengruppen eine führende Stellung im politischen Leben zukommt. Im Zentrum des politischen Systems sollte ein autoritärer Führer stehen, der innenpolitischen Frieden und die Einheit der Nation sicherstellt.
Der EVKL lehnte allerdings eine Kopie ausländischer Bewegungen wie dem italienischen Faschismus oder dem deutschen Nationalsozialismus ab. Dennoch führte die Organisation den Römischen Gruß und die schwarz-weiße Fahne ein. Sie trug schwarze Barette als gemeinsames Erkennungsmerkmal.
Der EVKL vertrat keinen national-chauvinistischen Ansatz. Der EVKL lehnte territoriale Expansion ebenso ab wie Rassismus. Er sprach sich streng gegen den Antijudaismus der faschistischen Parteien in Europa aus. Die weitgehenden Rechte der Minderheiten in Estland sollten beibehalten werden.

## Versuche einer Verfassungsreform
Alle politischen Parteien in Estland und die öffentliche Meinung erkannten seit Beginn der 1930er Jahre die Notwendigkeit einer grundlegenden Reform des Staatsorganisationsrechts an. Die mit drei Jahren kurze Legislaturperiode des Parlaments, das Fehlen eines ausgleichenden Amts des Staatspräsidenten und die ständige Abhängigkeit der Regierung vom Vertrauen des zersplitterten Parlaments wurden als wesentliche Hindernisse auf dem Weg zu mehr innenpolitischer Stabilität ausgemacht.

### Erstes Referendum (1932)
1932 legten die im Parlament vertretenen Parteien mit Ausnahme der Linkssozialisten einen neuen Verfassungsentwurf vor. Er sollte das Grundprinzip des Parlamentarismus beibehalten, zugleich aber ein neues Gleichgewicht zur Regierung und zum neugeschaffenen Amt eines Staatspräsidenten finden.
Bei der Volksabstimmung, die vom 13. bis 15. August 1932 stattfand, scheiterte der Entwurf knapp mit nur wenigen hundert Stimmen Unterschied. Entscheidend für die Niederlage der demokratischen Parteien war vor allem der Widerstand, der von Seiten des rechtsgerichteten EVKL und den Linkssozialisten und Kommunisten kam.

### Zweites Referendum (Juni 1933)
Im November 1932 legte der EVKL einen eigenen Verfassungsentwurf vor, der allerdings vom Parlament abgelehnt wurde. Dies vertiefte die Gräben zwischen den im Parlament vertretenen Parteien und dem EVKL weiter. Die innenpolitische Spannung wuchs.
Das Parlament erarbeitete 1933 einen neuen Verfassungsentwurf, ohne dass die Vorschläge der Vapsid Berücksichtigung fanden. Er wurde in einer Volksabstimmung, die vom 10. bis 12. Juni 1933 stattfand, nunmehr mit einer deutlichen Mehrheit von 67 % abgelehnt. Die rechtsgerichtete außerparlamentarische Agitation von links und rechts gegen Parlament, Regierung und Parteiendemokratie erreichte ihren Höhepunkt.

### Ausnahmezustand
Mit den zunehmenden innenpolitischen Spannungen und der Bildung gewaltbereiter Ordnertruppen schien der innere Frieden in Estland bedroht. Am 11. August 1933 erklärte die Koalitionsregierung unter Staats- und Regierungschef Jaan Tõnisson den Ausnahmezustand über das ganze Land, der seit Juni bereits für die Stadt und den Landkreis Tartu galt. Sie schränkte zahlreiche bürgerliche Rechte ein, führte die Vorzensur ein und erließ ein Verbot bestimmter Gruppierungen, das auch den EVKL betraf. Am 11. August 1933 wurde der EVKL aufgelöst.
Die Regierung konnte so zwar die Ruhe einigermaßen gewährleisten, wurde aber in der Bevölkerung immer unbeliebter. Hinzu kamen Korruptionsskandale und eine umstrittene Wirtschaftspolitik. Gegen starken innenpolitischen Widerstand wertete die Regierung am 27. Juni 1933 die Estnische Krone um 35 % ab. Dies führte zwar mittelfristig zu einer kräftigen Erholung der estnischen (Export-)Wirtschaft nach der Weltwirtschaftskrise, wurde allerdings von Bevölkerung und Opposition Mitte 1933 scharf kritisiert.
Die Auflösung der Vapsid blieb nicht von langer Dauer. Die Organisation gründete sich im Oktober 1933 neu unter dem Namen „Estnischer Bund der Freiheitskämpfer“ (Eesti Vabadussõjalaste Liit – EVL). Gleichzeitig wurde aus taktischen Gründen ein parteipolitischer Arm ins Leben gerufen, die „Volksbewegung der Freiheitskämpfer“ (Vabadussõjalaste Rahvaliikumine). Die Mitgliederzahl des EVL übertraf bis Ende 1933 die der politischen Parteien zusammengenommen.

### Drittes Referendum (Oktober 1933)
Vor allem auf Druck der rechten Parteien gab jetzt das Parlament nach. Es stellte den Verfassungsentwurf der EVL zur Volksabstimmung, der nunmehr auch vom konservativ-agrarischen Bund der Landwirte (Põllumeeste Kogud) um Konstantin Päts unterstützt wurde. Der Verfassungsentwurf wurde in einer Volksabstimmung vom 14. bis 16. Oktober 1933 mit einer deutlichen Mehrheit von 73 % angenommen.
Die neue Verfassung sah den Umbau zu einem semi-präsidentiellen System vor. Neugeschaffen wurde das Amt eines „Staatsältesten“ (d. h. Staatspräsidenten), der auf fünf Jahre direkt vom Volk gewählt wurde. Im zweiten Wahlgang genügte die einfach Mehrheit. Dem Staatsältesten kam eine zentrale Stellung im politischen System zu. Der Staatälteste erhielt ein Verordnungsrecht, das der parlamentarischen Gesetzgebung gleichgestellt war. Er konnte sein Veto gegen Parlamentsgesetze einlegen und das Parlament vorzeitig auflösen. Die Zahl der Abgeordneten wurde auf fünfzig halbiert. Eine schwache Stellung sollte die Regierung erhalten, die sowohl vom Vertrauen des Präsidenten als auch des Parlaments abhängig war. Der Grundrechtekatalog der Verfassung von 1920 und das unabhängige Justizsystem blieb allerdings weitgehend unangetastet.
Nach ihrer Niederlage in der Volksabstimmung erklärte die Regierung Tõnisson am 17. Oktober 1933 ihren Rücktritt und hob den Ausnahmezustand auf. Konstantin Päts vom „Bund der Landwirte“ bildete mit Rückendeckung des Parlaments am 21. Oktober 1933 eine Übergangsregierung, die bis zu den Wahlen zum Staatspräsidenten und Parlament geschäftsführend im Amt bleiben sollte.
Am 24. Januar 1934 trat die neue Verfassung in Kraft. Hundert Tage nach ihrem Inkrafttreten sollten Wahlen zum Staatsältesten und zum Parlament stattfinden. Konstantin Päts blieb bis dahin in Personalunion geschäftsführender Staats- und Regierungschef.

## Vorbereitung auf die mögliche Machtübernahme
Artur Sirk und der pensionierte General Andres Larka waren Anfang 1934 die unangefochtenen Führungsfiguren des EVL. Ihre Agitation gegen das parteipolitische Establishment hatte wesentlich zum Erfolg im Verfassungsreferendum geführt. Estland war weit nach rechts gerückt. Die legale Machtübernahme durch den EVL lag bei den anstehenden Wahlen in greifbarer Nähe.
Am 17. Dezember 1933 fand in Tallinn der Kongress der EVL statt. Die über tausend Delegierten wählten einen 13-köpfigen Vorstand und verabschiedeten das Programm.
Zunächst sollte der populäre ehemalige Oberbefehlshaber der estnischen Streitkräfte Johan Laidoner, der nicht dem EVL angehörte, als Kandidat für die Präsidentschaftswahl im April/Mai 1934 gewonnen werden. Die Gespräche zwischen Laidoner, Larka und Sirk scheiterten jedoch. Laidoner ließ sich dann als Kandidat der kleinbäuerlichen Siedlervereinigung aufstellen (mit Unterstützung der Nationalen Zentrumspartei Rahvuslik Keskerakond).
Der Vorsitzende der EVL, der pensionierte General Andres Larka wurde als Kandidat für die EVL bei der Präsidentschaftswahl aufgestellt. Artur Sirk, der starke Mann der EVL, konnte nach einschlägiger Bestimmung der Verfassung nicht selbst kandidieren, da er nicht vierzig Jahre alt war. Im Falle eines Wahlsiegs Larkas galt es aber als ausgemacht, dass Sirk Ministerpräsident werden würde.
Bei den anstehenden Kommunalwahlen am 7./8. sowie am 15./16. Januar 1934 konnten der EVL erdrutschartige Siege in den größten Städten davontragen. Sie stellten dort über 34 % der Abgeordneten in den Stadträten. Vor allem in den drei größten Städten Tallinn (51,7 %), Tartu (49,2 %) und Narva (45 %) errangen sie die Mehrheit. Schwächer war ihr Abschneiden auf dem Land.
Für die anstehenden Wahlen zur 6. Legislaturperiode des Parlaments und vor allem für die Wahl des Staatspräsidenten im April 1934 wurde der EVL nunmehr ein großer Sieg vorhergesagt. Für eine Kandidatur bei der Präsidentschaftswahl waren 10.000 Unterstützungsunterschriften erforderlich. Andres Larka erhielt in der geschickt inszenierten Unterschriftenkampagne des EVL mehr als alle anderen drei Mitbewerber (Konstantin Päts, Johan Laidoner und August Rei) zusammen. Während des Wahlkampfs diffamierten alle Kandidaten einander. Die Parlamentswahlen traten gegenüber den von gegenseitigen Verleumdungskampagnen der Bewerber geprägten Präsidentschaftswahlkampfs in den Hintergrund.

## Ausschaltung der EVL
Die Wahlen fanden im letzten Moment nicht statt. Am 12. März 1934, kurz vor den Wahlen, riss der geschäftsführende Staats- und Regierungschef Konstantin Päts in einem unblutigen Staatsstreich mit Unterstützung von Johan Laidoner die Macht an sich. Militär und Polizei wurden für eine mögliche Auseinandersetzung mit dem EVL mobilisiert. Päts verhängte am Abend des 12. März 1934 für sechs Monate das Kriegsrecht über Estland. Er bestimmte Laidoner zum Oberbefehlshaber der Streitkräfte.
400 führende Mitglieder der EVL wurden verhaftet, darunter auch Präsidentschaftskandidat Larka und Sirk. Am 15. März begründete Päts seinen Schritt vor dem Parlament, dass die EVL das Volk einer Massenpsychose unterworfen habe. Die Wahlen zum Präsidenten und zum Parlament sollten „verschoben“ werden. Die EVL wurde verboten, politische Demonstrationen untersagt. Die Mandate der EVL in den kommunalen Gebietskörperschaften wurden annulliert. Beamte und Soldaten, die der EVL nahestanden, wurden aus dem Dienst entlassen. Die Demokratie und der Rechtsstaat wurden für unbestimmte Zeit abgeschafft.
Als einzigem führenden EVL-Funktionär gelang Artur Sirk im November 1934 mit Hilfe von Gesinnungsgenossen der Ausbruch aus dem Tallinner Patarei-Gefängnis. Über verschiedene europäische Länder gelangte er schließlich nach Luxemburg.

## Wiedererstarken
Im März 1935 fanden vor den estnischen Gerichten die Prozesse gegen die Führungsriege der EVL statt. Sie wurden zu symbolischen Strafen verurteilt, meist für zwölf Monate Gefängnis auf Bewährung.
Die Führungsriege der EVL zog daraus im Sommer 1935 neue Kraft. Immer stärker kritisierten führende Mitglieder der verbotenen EVL die Regierung öffentlich und forderten die Rückkehr zur Demokratie. Im September 1935 versuchten sie, gemäß § 31 der Verfassung über ein Volksbegehren das Ende des (wiederholt verlängerten) Verteidigungszustands und die Rückkehr zur verfassungsrechtlichen Ordnung zu erreichen.

## Ende der Bewegung
Am 8. Dezember 1935 schlug die Regierung Päts zurück. Sie verhaftete vierzehn führende Funktionäre der EVL während einer Sitzung. Die Anklage, die auf fabrizierten Beweisen beruhte, lautete auf einen versuchten Staatsstreich. Bei dem folgenden Prozess im Mai 1936 wurden neun Mitglieder zu je zwanzig Jahren Zwangsarbeit verurteilt. 138 weitere Mitglieder der EVL, die im Zuge der Razzien ebenfalls festgenommen wurden, wurden zu weniger harten Strafen verurteilt.
Anschließend trat die EVL nicht mehr in Erscheinung und verlor ihre Popularität. Bereits 1937 wurde Andres Larka begnadigt und zog sich aus dem öffentlichen Leben zurück. Im August 1937 starb Artur Sirk im Exil im luxemburgischen Echternach an den Folgen eines Fenstersturzes, der bis heute von den Historikern nicht restlos aufgeklärt ist. Die letzten EVL-Mitglieder wurden durch das Amnestiegesetz vom Mai 1938 begnadigt.